# أولي تانر
أولي تانر (بالإنجليزية: Ollie Tanner)‏ هو لاعب كرة قدم بريطاني في مركز الهجوم، ولد في 13 مايو 2002. لعب مع نادي بروملي.

## وصلات خارجية
- أولي تانر على موقع قاعدة بيانات كرة القدم.إي يو (الإنجليزية)
- أولي تانر على موقع Soccerway.com (الإنجليزية)